# 정권
정권(政權)은 일국의 군주가 행사하는 권력의 시대 또는 일국의 군주가 행사하는 정치적 권력을 의미한다. 부가(斧柯)라고도 한다. 현재는 민주주의를 택하고 있으므로 특정 정당이 여당이 되었을 경우 그 당이 행사하는 권력도 정권이라 할 수 있다.

## 같이 보기
- 국제 레짐
- 정권 교체
- 평형하상이론